# Empodisma
Empodisma là một chi thực vật có hoa trong họ Restionaceae.